# Japan Le Mans Challenge

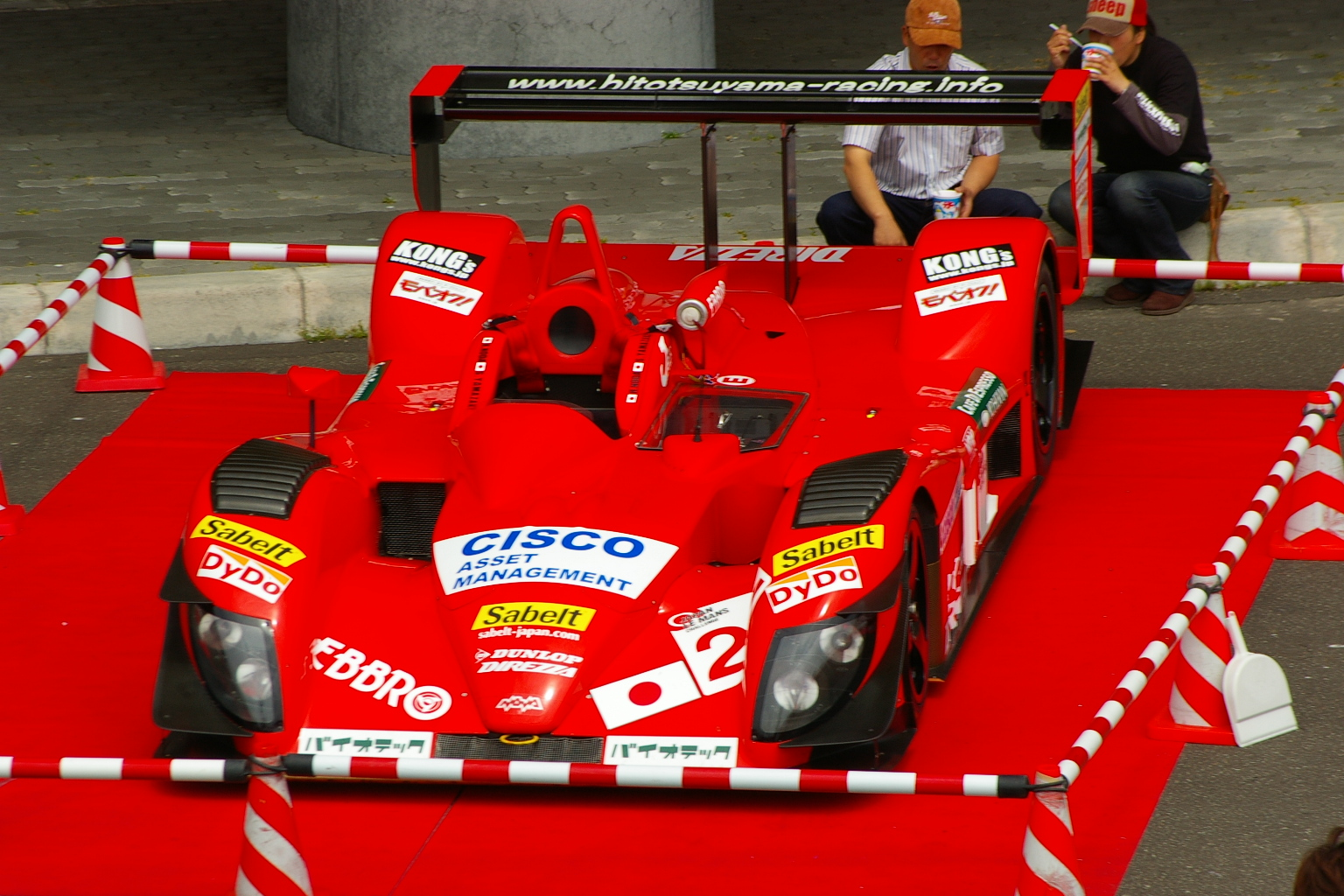
JLMC Zytek 05S.

Le Japan Le Mans Challenge était un championnat de voitures de sport d'endurance situé au Japon et basé sur les réglementations des 24 Heures du Mans. À la suite de la disparition du championnat du Japon de Sport-Prototypes en 1992, le Japon a connu une course organisée par l'Automobile Club de l'Ouest, les 1 000 kilomètres de Fuji 1999 mais elle ne sera pas suivie d'un championnat comme prévu. Ce challenge voit le jour en 2006 et ne dure que deux saisons. Un autre projet, l'Asian Le Mans Series, prend le relais en 2009.

## Palmarès
| Saison | Équipe LMP1                   | Équipe LMP2                                    | Équipe GT1                                  | Équipe GT2                              |
| Saison | Pilotes LMP1                  | Pilotes LMP2                                   | Pilotes GT1                                 | Pilotes GT2                             |
| ------ | ----------------------------- | ---------------------------------------------- | ------------------------------------------- | --------------------------------------- |
| 2006   | Jidosha Koubou Myst           | MYZ                                            | Hitotsuyama Racing                          | Team Kawamura                           |
| 2006   | Takahiko Shimazawa            | Yuya Sakamoto Yoshihisa Namekata Tomonobu Fuji | Tatsuya Kataoka Naoki Hattori Eiichi Tajima | Koji Aoyama Shinichi Takagi Morio Nitta |
| 2007   | Hitotsuyama Racing            | AIM Sports                                     | Hitotsuyama Racing                          | Team Kawamura                           |
| 2007   | Hideki Noda Shinsuke Yamazaki | Yuji Aso Masaru Tomizawa                       | Akira Iida Tomonobu Fujii                   | Koji Aoyama Sinichi Takagi Morio Nitta  |